# Pavel Belov
Pavel Alexeyevich Belov (en russe : Павел Алексеевич Белов) (18 février 1897 - 3 décembre 1963) est un général soviétique.

## Biographie
Durant la seconde guerre mondiale, lors de la bataille de Moscou, Belov commande la 61e armée (Union soviétique).